# Čechy (okres Nové Zámky)
Čechy (Hongaars:Komáromcsehi) is een Slowaakse gemeente in de regio Nitra, en maakt deel uit van het district Nové Zámky.
Čechy telt 335 inwoners.